# Амираджибов, Константин Михайлович
Константин Михайлович Амираджибов (груз. კონსტანტინე მიხეილის ძე ამირაჯიბი; 1869—1948) — советский грузинский учёный в области механизации сельского хозяйства, профессор (1927), заслуженный деятель науки и техники (1934).

## Биография
Родился в Тифлисе 18 (30) декабря 1869 года в семье М. К. Амираджибова.
После окончания 1-й Тифлисской гимназии (1888), учился на естественном отделении физико-математического факультета Новороссийского университета, который окончил в 1893 году. В 1894 году его отправили за границу (во Францию и Германию); был ассистентом профессора Петриашвили. В 1897 году он вернулся в Грузию.
В 1907 году основал сельскохозяйственную школу. В 1919 году был приглашён в Тбилисский государственный университет на должность доцента и заведующего кафедрой механизации сельского хозяйства. В 1927 году по его инициативе была создана испытательная станция сельскохозяйственных машин, получившая впоследствии его имя. В 1931 году на базе этой станции был создан Научно-исследовательский институт механизации сельского хозяйства, директором которого до 1934 года был Амираджибов (позже этому институту было присвоено его имя). Вместе с Дидибулидзе, который возглавлял кафедру электрификации сельского хозяйства в Институте сельского хозяйства Грузии, создал и испытал электрический трактор.
В 1920 году был опубликован его «Курс лекций по сельскохозяйственной механике». Был награжден орденами Ленина и Трудового Красного Знамени.
Умер 14 июля 1948 года в Тбилиси. Похоронен в Пантеоне писателей и общественных деятелей Грузии.